# Millières, Haute-Marne
Millières är en kommun i departementet Haute-Marne i regionen Grand Est (tidigare regionen Champagne-Ardenne) i nordöstra Frankrike. Kommunen ligger i kantonen Clefmont som tillhör arrondissementet Chaumont. År 2022 hade Millières 116 invånare.

## Befolkningsutveckling
Antalet invånare i kommunen Millières
| Referens: INSEE |